# Newcastelia
Newcastelia  é um gênero botânico da família Lamiaceae

## Espécies
| - Newcastelia bracteosa - Newcastelia cephalantha - Newcastelia chrysophylla - Newcastelia chrysotricha - Newcastelia cladotricha - Newcastelia dixonii - Newcastelia elliptica | - Newcastelia hexarrhena - Newcastelia insignis - Newcastelia interrupta - Newcastelia roseoazurea - Newcastelia spodiotricha - Newcastelia velutina - Newcastelia viscida |

## Nome e referências
Newcastelia F. von Mueller, 1857